# پسیل (خرم‌آباد)
پسیل روستایی از توابع بخش پاپی استان لرستان در  ایران است.

## جمعیت
این روستا در دهستان سپیددشت قرار دارد و براساس سرشماری مرکز آمار ایران در سال ۱۳۸۵، جمعیت آن ۴۶۹ نفر (۹۲خانوار) بوده‌است.